# Plastizitätstheorie
Die Plastizitätstheorie ist das Teilgebiet der Kontinuumsmechanik, das sich mit irreversiblen Verformungen von Materie befasst. Sie beschreibt den Spannungs- und Verzerrungszustand fester Körper unter dem Einfluss einer Belastung über die Gültigkeit der Elastizitätstheorie hinaus.
Jenseits der Proportionalitätsgrenze der Elastizitätstheorie treten verschiedene Formen von anelastischem Verhalten auf:
- elastische Hysterese: bei kompletter Entlastung bleibt eine Verformung, die aber durch eine Gegenspannung wieder rückgängig gemacht werden kann.
- Plastizität: eine nach Krafteinwirkung bleibende irreversible Formveränderung (Beispiel: Knetmasse).
- eine weitere Dehnung trotz teilweiser Entlastung wird als Fließen bezeichnet.
- auch ein Bruch des Werkstücks ist meist mit einem elastischen Anteil verbunden, d. h. ein Teil der Dehnung (der Bruchstücke) geht nach dem Bruch wieder zurück.

## Forscher auf diesem Gebiet
Folgende Wissenschaftler waren u. a. an der Entwicklung der Plastizitätstheorie beteiligt:
- Arpad Nadai
- Barré de Saint-Venant und sein Schüler Maurice Lévy
- Daniel Drucker
- Eugene Cook Bingham
- Erastus Lee
- Henri Tresca
- Heinrich Hencky
- Hilda Geiringer
- Horst Lippmann
- Lazar Katschanow (L. M. Kacanov)
- Ludwig Prandtl
- Richard von Mises
- Rodney Hill
- Theodore von Kármán
- Wadim Sokolowski
- William Prager

## Die plastische Deformation
In realen Medien ist jede Deformation nur bis zu einer gewissen Grenze elastisch. Wird diese Grenze überschritten, so tritt bei duktilen Materialien plastische Deformation (Plastisches Fließen) auf. Dabei kehrt der Körper mit dem Ausbleiben der für die Deformation verantwortlichen mechanischen Belastung nicht wieder in seine Ausgangsform zurück. In diesem Fall genügt die Angabe der Positionen von Punkten des Festkörpers nicht mehr zur Kennzeichnung des Zustands des Festkörpers, sondern es muss auch der Prozess berücksichtigt werden.
In diesem Fall ist die Gesamtdeformation {\displaystyle {\tilde {\epsilon }}} keine reine Zustandsgröße mehr. Sie setzt sich im allgemeinen Fall zusammen aus:
- einem elastischen Anteil {\displaystyle {\tilde {\epsilon }}^{\,{\rm {E}}}}
- einem plastischen Anteil {\displaystyle {\tilde {\epsilon }}^{\,{\rm {P}}}}
- einem Anteil {\displaystyle \alpha \cdot T}, der von der Temperatur {\displaystyle T} abhängt:

{\displaystyle {\tilde {\epsilon }}={\tilde {\epsilon }}^{\,{\rm {E}}}+{\tilde {\epsilon }}^{\,{\rm {P}}}+\alpha \cdot T\,.}
Elastisch-plastisches Materialverhalten kann beschrieben werden durch eine Fließbedingung, ein Fließgesetz, und ein Verfestigungsgesetz.

### Fließbedingung
Die Fließbedingung legt alle mehrachsigen Spannungszustände fest, an denen das Material plastisch fließt. Es ist üblich, die Fließbedingung als eine konvex gekrümmte Fläche im Spannungsraum anzugeben, die Fließortfläche heißt.
- Für Spannungszustände innerhalb des von der Fließortfläche umschlossenen Raums deformiert das Material rein elastisch.
- Liegt der aktuelle Spannungszustand auf der Fließortfläche, so kann plastisches Fließen eintreten.
- Spannungszustände außerhalb des umschlossenen Raums sind bei elasto-plastischen Materialverhalten unmöglich.

Gebräuchliche Fließbedingungen für metallische Werkstoffe wurden formuliert von Huber, von Mises und Tresca. Sie nehmen jeweils isotropes Verhalten an. Die Formulierungen nach von Mises und nach Tresca werden häufig angewendet.

#### Nach von Mises
Die Fließbedingung nach R. v. Mises, die im allgemeinen Fall einfach anzuwenden ist, lautet:
{\displaystyle 0={\frac {3}{2}}{\tilde {s}}^{T}\cdot {\tilde {s}}-k_{\rm {f}}^{2}},
mit
- der Streckgrenze {\displaystyle k_{\rm {f}}}
- dem Spannungsdeviator {\displaystyle {\tilde {s}}=\sigma -p\cdot e}, d. h. um wie viel der aktuelle Spannungszustand vom hydrostatischen Spannungszustand abweicht:
  - dem Spannungstensor {\displaystyle \sigma }
  - der hydrostatischen Spannung {\displaystyle p={\frac {\sigma _{x}+\sigma _{y}+\sigma _{z}}{3}}}
  - dem Identitätstensor {\displaystyle e}.

#### Nach Tresca
Nach Tresca ist die Fließbedingung:
{\displaystyle 0={\frac {k_{f}}{2}}-k},
mit
- {\displaystyle k_{f}=\sigma _{I}-\sigma _{II}} 
  - der größten Hauptnormalspannung {\displaystyle \sigma _{I}}
  - der kleinsten Hauptnormalspannung {\displaystyle \sigma _{II}} .

Für eine graphische Interpretation der Trescaschen Regel können die Mohrschen Spannungskreise herangezogen werden.
Mit der Trescaschen Regel wird oft gerechnet, wenn die Lage des Hauptachsensystems bekannt ist. Für numerisches Rechnen hat sie allerdings die Nachteile, dass jeweils eine Hauptachsentransformation nötig ist und dass die Fließortfläche nicht stetig differenzierbar ist.

### Fließen
Die Deformation findet nicht homogen im gesamten Material statt, sondern nur an energetisch bevorzugten Kristallbaufehlern wie Versetzungen, Phasengrenzen und amorphen Einlagerungen.
Des Weiteren hängt die plastische Verformung von der Temperatur und von der Dehnrate ab.
Das Fließverhalten kann mit vielen konstitutiven Werkstoffgesetzen beschrieben werden. Hierfür existieren empirische und metallphysikalisch basierte Modelle.

### Fließgesetz
Das Fließgesetz bestimmt die plastischen Verzerrungsinkremente:
- Im Falle assoziierter Plastizität ist dieses Inkrement koaxial zum Normalenvektor der Fließortfläche (Erläuterung siehe hier) am aktuellen Spannungsort. Die Größenordnung des Inkrements bestimmt der skalarwertige plastische Multiplikator.
- Im Falle nicht-assoziierter Plastizität bedient man sich zur Festlegung der plastischen Verzerrungsrichtung häufig eines für diesen Zweck definierten plastischen Potentials. Man kann den assoziierten Fall also auch als den Spezialfall auffassen, bei dem plastisches Potential und Fließbedingung dieselbe Fläche im Spannungsraum projizieren.

### Verfestigungsgesetz
Das Verfestigungsgesetz legt fest, auf welche Weise die Fließbedingung während des Fließens modifiziert wird. Idealisiert kann von zwei unterschiedlichen Verfestigungsverhalten ausgegangen werden:
- Durch isotropes Verfestigen kann das Materialverhalten beschrieben werden, wenn es von der vorhergehenden Belastungsrichtung unabhängig ist bzw. sich diese nicht ändert. Das isotrope Verfestigen wird durch Expansion der Fließortfläche ausgedrückt, d. h. die Streckgrenze steigt um einen gewissen Betrag, abhängig von der aufgebrachten Verformung.
- Durch kinematisches Verfestigen kann z. B. der Bauschingereffekt beschrieben werden, d. h. die Elastizitätsgrenze ist bei Belastung in Gegenrichtung deutlich niedriger als während der vorherigen Belastung. Dieses Phänomen kann durch Verschieben der Fließortfläche beschrieben werden. Die Streckgrenze bleibt dabei konstant, nur der „Mittelpunkt des Fließorts“ (back stress) {\displaystyle {\tilde {a}}} verändert sich. In der Fließregel muss dann die Fließspannung ersetzt werden durch die „reduzierte Spannung“ {\displaystyle {\hat {\tilde {s}}}={\tilde {\sigma }}-{\tilde {a}}}.

## Elementare Plastizitätstheorie
Die Modellvorstellung betrachtet zunächst einen kleinen gedachten Würfel innerhalb des Materials, an dessen paarweise zusammengehörigen gegenüberliegenden Flächen je eine Spannung in beliebiger Richtung und Größe angreift. Jede dieser drei Spannungen lässt sich in ihrer zugehörigen Fläche in je eine Normalspannung und in je zwei Tangentialspannungen (Schubspannungen) zerlegen. Mathematisch entsteht somit der aus insgesamt neun Elementen bestehende Spannungstensor.
Wird nun dieser Würfel etwas in seiner Lage verändert, so ändert sich an den angreifenden Spannungen nichts, jedoch wird sich die Aufteilung in die Normal- und Schubspannungen verändern. Es lässt sich zeigen, dass es eine Lage gibt, bei der die Normalspannungen je einen Maximalwert erreichen und die Schubspannungen alle verschwinden. Man nennt diesen Zustand auch „Hauptspannungszustand“ und die übrig gebliebenen Längsspannungen „Hauptspannungen“. Es wird dann von der elementaren Plastizitätstheorie gesprochen. Die Richtungen der drei Würfelkanten in dieser Lage können durch eine Hauptachsentransformation des Spannungstensors berechnet werden.
Zu erkennen ist diese ausgezeichnete Lage an den Wirkungen der Spannungen: im Allgemeinen bedingen Normalspannungen Längenänderungen und Schubspannungen Winkeländerungen. Wenn sich zumindest die Modellvorstellung für eine Verzerrung (Umformung) nur aus Längenänderungen zusammensetzen lässt und also keine Winkeländerungen mehr auftreten, kann angenommen werden, dass die o. g., für die weitere mathematische Behandlung günstige Lage gegeben ist. (Aus einem Quader vor der Umformung entsteht nach der Umformung wieder ein Quader; parallelepipedische Umformung).

### Anwendung
Die elementare Plastizitätstheorie hat breite Anwendung bei der bildsamen Formgebung von Metallen gefunden, insbesondere in der Massivumformung. Dabei besteht zunächst ein Widerspruch, da Metalle kristallin, also strukturiert aufgebaut sind. Diese Anisotropie besteht jedoch nur im mikroskopischen Bereich der „Körner“ (Größenordnung etwa 50 µm in jeder Richtung), die wiederum auf Grund der Art ihrer Entstehung aus dem flüssigen (Guss-)Zustand in ihrer Orientierung regellos durcheinander liegen. Insgesamt ergibt sich für einen makroskopischen Körper, wie er in der Umformtechnik praktisch immer vorhanden ist, ein scheinbar gleichmäßiger Aufbau (Quasi-Isotropie).
Eine weitere wichtige Anwendung der elementaren Plastizitätstheorie ist das im Rahmen der Baustatik entstandene Traglastverfahren.